# Wurmbea punctata
Wurmbea punctata är en tidlöseväxtart som först beskrevs av Carl von Linné, och fick sitt nu gällande namn av John Charles Manning och Annika Vinnersten. Wurmbea punctata ingår i släktet Wurmbea och familjen tidlöseväxter. Inga underarter finns listade i Catalogue of Life.